# Hathwig
Hathwig (ook Hadwig, historisch ook Hathauuiga, Hathuwi en Hathuwig) (rond het jaar 890 - 18 juli rond 958) was een tiende-eeuwse abdis van het sticht Essen. De exacte jaren waarin zij het bewind over het sticht Essen voerde zijn niet bekend. Tijdens haar ambtstermijn vond er in 946 een brand plaats die de stichtskerk beschadigde en het kloosterarchief vernietigde. Hathwig nam  de wederopbouw energiek ter hand. Hierdoor legde zij de basis voor de bloeitijd van het het sticht Essen onder leiding van de abdissen Mathilde, Sophia en Theophanu. 
Hathwig zou 48 jaar abdis van het Sticht Essen zijn geweest.